# Cataglyphis hannae
Cataglyphis hannae är en myrart som beskrevs av Agosti 1994. Cataglyphis hannae ingår i släktet Cataglyphis och familjen myror. IUCN kategoriserar arten globalt som sårbar. Inga underarter finns listade.